# Convenção de Aguascalientes

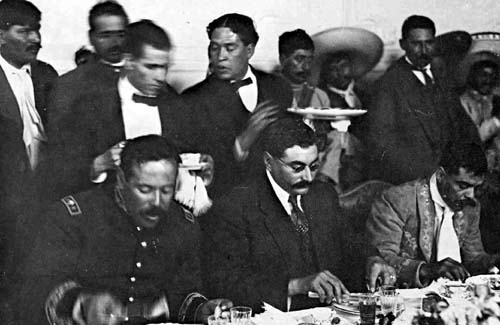
O Presidente Eulalio Gutiérrez com os generais Villa e Zapata, durante um almoço no Palácio Nacional

A Convenção de Aguascalientes foi uma reunião que teve lugar durante a Revolução Mexicana, convocada em 1 de outubro de 1914 por Venustiano Carranza, Primeiro Chefe do Exército Constitucionalista, sob a denominação de Gran Convención de Jefes Militares con mando de fuerzas e Gobernadores de los Estados (Grande Convenção de Chefes Militares com comando de forças e Governadores dos Estados) e cujas sessões iniciais tiveram lugar na Câmara de Deputados na Cidade do México, sendo posteriormente deslocadas para Aguascalientes, cidade que passou a dar nome à própria convenção, a qual decorreu entre 10 de Outubro e 9 de novembro de 1914. Os zapatistas não participaram na convenção até ao dia 26 de Outubro, quando protagonizaram o chamado Incidente da Bandeira, que quase custou a vida a um dos seus delegados.
O general Victoriano Huerta, ante o impulso do movimento revolucionário, apresentou a sua demissão da presidência do México em Julho de 1914, abandonando o país. Carranza pretendia discutir com os demais líderes revolucionários o programa político e os assuntos de governo, e, como havia prometido, apresentou a sua renúncia à chefia do exército e retirou-se da reunião. Ante a insistência dos representantes de Emiliano Zapata, que não reconheciam a autoridade de Carranza, e a recusa de Francisco Villa em apresentar-se na Cidade do México, foi decidido transferir a convenção para Aguascalientes.
Desde o início, a assembleia foi dominada pelos elementos villistas, que impuseram os seus pontos de vista sobre os dos demais delegados. Declarando-se soberana, a assembleia elegeu o general Eulalio Gutiérrez para Presidente da República e nomeou Villa chefe do exército convencionalista, que pouco tempo depois defrontaria o exército constitucionalista de Carranza.
Enquanto Villa e Zapata, agora reconciliados, entravam na Cidade do México em 6 de Dezembro, com um exército de 60 000 homens, Carranza e seus apoiantes deslocaram-se para Veracruz.